# Edwin B. Forsythe

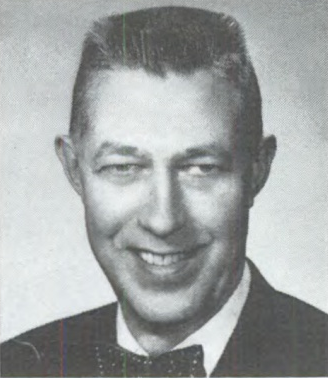
Edwin B. Forsythe

Edwin Bell Forsythe (* 17. Januar 1916 in Westtown, Chester County, Pennsylvania; † 29. März 1984 in Moorestown, New Jersey) war ein US-amerikanischer Politiker. Zwischen 1970 und 1984 vertrat er den Bundesstaat New Jersey im US-Repräsentantenhaus.

## Werdegang
Edwin Forsythe besuchte die öffentlichen Schulen seiner Heimat. Danach begann er als Mitglied der Republikanischen Partei eine politische Laufbahn. Zwischen 1948 und 1952 gehörte er dem Regulierungsausschuss (Board of Adjustment) der Stadt Moorestown an. Von 1953 bis 1962 war er dort Gemeinderat sowie zwischen 1957 und 1962 zusätzlich auch Bürgermeister. Zur gleichen Zeit gehörte Forsythe dem Städtetag von New Jersey an (State League of Municipalities). In den Jahren 1962 und 1963 leitete er den Planungsausschuss in Moorestown. Zwischen 1964 und 1970 saß Forsythe im Senat von New Jersey, dessen Präsident er im Jahr 1968 war. 1966 wirkte er auch in einer Kommission zur Überarbeitung der Verfassung von New Jersey mit; im August 1968 war er Delegierter zur Republican National Convention in Miami Beach, auf der Richard Nixon als Präsidentschaftskandidat nominiert wurde.
Nach dem Rücktritt des Abgeordneten William T. Cahill, der auf den Posten des Gouverneurs von New Jersey wechselte, wurde Edwin Forsythe bei der fälligen Nachwahl für den sechsten Sitz seines Staates als dessen Nachfolger in das US-Repräsentantenhaus in Washington, D.C. gewählt, wo er am 3. November 1970 sein neues Mandat antrat. Nach insgesamt acht Wiederwahlen konnte er bis zu seinem Tod am 29. März 1984 im Kongress verbleiben. Seit 1983 vertrat er als Nachfolger von Jim Courter den 13. Distrikt von New Jersey. In seine Zeit als Abgeordneter fielen unter anderem das Ende des Vietnamkrieges und die Watergate-Affäre. Nach seinem Tod fiel sein Mandat an Jim Saxton.